# Новосалія
Новоса́лія (рос. Новосалия) — село у складі Ульотівського району Забайкальського краю, Росія. Входить до складу Тангинського сільського поселення.

## Населення
Населення — 153 особи (2010; 173 у 2002).
Національний склад (станом на 2002 рік):
- росіяни — 99 %